# Teofilacte d'Ocrida
Teofilacte d'Ocrida, dit també Teofilacte Hefest (grec: Θεοφύλακτος¨Ηφαιστος; búlgar: Теофилакт Охридски; Euripos, Eubea, Grècia, 1055 – Ocrida, actual Macedònia del Nord, 1107) va ser un eclesiàstic grec, arquebisbe d'Ocrida i comentador de la Bíblia. És venerat com a sant per l'Església Ortodoxa.

## Biografia
Grec, probablement va néixer a Euripos (Eubea) cap al 1055. Va ser diaca a Constantinoble, on va adquirir gran reputació com a erudit estudiós de la Bíblia i va ser tutor de Constantí Ducas, fill de Miquel VII Ducas. Va escriure Παιδεία Βασιλική, ('L'educació reial') dedicada a Constanci Ducas. Va ser nomenat arquebisbe de Bulgària càrrec que va ocupar entre 1070 i 1077 i cap al 1078 va anar a ocupar la seu de l'arquebisbat d'Ocrida, l'actual Ohrid.
Ocrida era una de les grans ciutats del Primer Imperi Búlgar, reconquerida pels romans d'Orient seixanta anys abans; l'hostilitat cap als romans d'Orient era, doncs, molt gran. Així i tot, Teofilacte va ocupar la seu pastoral durant vint anys i acabà considerant-se búlgar, defenent els interessos i l'autonomia de l'Església Búlgara davant de la de Constantinoble. Va lluitar activament contra les heretgies dels paulicians i els bogomils, llavors molt esteses, i es va guanyar el respecte del poble búlgar.
Comparats amb els grecs, els búlgars eren rudes i bàrbars, i d'entrada Teofilacte volia tornar a Constantinoble; nombroses cartes mostren la manera de viure de la seva nova pàtria, i són una font important per a la història social, econòmica i política de Bulgària. També va escriure sobre les guerres amb els pobles veïns: petxenegs, magiars i normands, que en les seves incursions feien que la població abandonés les ciutats i marxés a pagès. Va morir després del 1107, potser cap al 1112.

## Obres
Els seus comentaris dels Evangelis, els Fets dels Apòstols, les Epístoles Paulines i els Profetes menors es basen en els de Joan Crisòstom, però destaquen per la seva cura, sobrietat i arguments assenyats. A més, se'n conserven 530 cartes i algunes homilies, i també oracions, la vida de Climent d'Ocrida i altres peces menors, a més de l'obra Παιδεία Βασιλική, ('L'educació reial') dedicada a Constanci Ducas.

## Veneració
És considerat sant per les esglésies ortodoxes de Bulgària, Sèrbia, Grècia i Rússia, que el celebren el 31 de desembre.